# Mistrzostwa Szkocji w Boksie 2015
Mistrzostwa Szkocji w Boksie 2015 – zawody bokserskie, w których udział mogą brać zawodnicy pochodzący ze Szkocji. Zawody trwały od 14 lutego do 28 marca w mieście Motherwell, a zawodnicy rywalizowali w dziesięciu kategoriach wagowych.

## Medaliści
| Kategoria wagowa                | Złoto             | Srebro          | Brąz                             |
| Waga papierowa (- 49 kg.)       | Aqeel Ahmed       | Ross Murray     |                                  |
| Waga musza (- 52 kg.)           | Matt McHale       | Jack Turner     | Scott Wotherspoon Darren Shannon |
| Waga kogucia (- 56 kg.)         | Stephen Boyle     | Ryan McCutcheon | Luke Armstrong Reehan Ali        |
| Waga lekka (- 60 kg.)           | Stephen Tiffney   | Josh Sandford   | Connor Hyslop Daban Kamil        |
| Waga lekkopółśrednia (- 64 kg.) | Lewis Benson      | Jason Easton    | Robbie McKechnie Craig McIntyre  |
| Waga półśrednia (- 69 kg.)      | Dennis Broadhurst | Callum Susans   | Gary Smith Mark Fairweather      |
| Waga średnia (- 75 kg.)         | Kieran Smith      | Boris Crighton  | Paul Kean Lewis Akinlami         |
| Waga półciężka (- 81 kg.)       | Scott Forrest     | Stephen Lavelle | Ross Welsh Kevin Kane            |
| Waga ciężka (- 91 kg.)          | Tommy Philbin     | Connal McDonald | Stephen Jamieson Tom Robson      |
| Waga superciężka (+ 91 kg.)     | John Winters      | Adam Saleta     | Mark Docherty Yaseen Sennussi    |